# Pachydactylus punctatus
Pachydactylus punctatus es una especie de saurópsido escamoso del género Pachydactylus, familia Gekkonidae. Fue descrita científicamente por Peters en 1854.
Habita en Sudáfrica, Namibia, Angola, Mozambique, Botsuana, Zambia, República Democrática del Congo y Zimbabue.